# Bastian Knittel
Bastian Knittel (Stuttgart, 8 augustus 1983) is een voormalig Duitse tennisspeler. Hij heeft geen ATP-toernooi gewonnen. Wel deed hij al mee aan een Grand Slam. Hij heeft één challenger in het enkelspel en twee challengers in het dubbelspel op zijn naam staan.

## Palmares

### Palmares enkelspel
| Nr.                  | Datum           | Toernooi  | Ondergrond    | Tegenstander in finale | Score          |
| -------------------- | --------------- | --------- | ------------- | ---------------------- | -------------- |
| Gewonnen challengers |                 |           |               |                        |                |
| 1.                   | 24 januari 2011 | Heilbronn | Hardcourt (i) | Daniel Brands          | 7-6(4), 7-6(5) |

### Palmares dubbelspel
| Nr.                              | Datum         | Toernooi | Ondergrond | Partner     | Tegenstanders in finale                        | Score            |
| -------------------------------- | ------------- | -------- | ---------- | ----------- | ---------------------------------------------- | ---------------- |
| Gewonnen challengers herendubbel |               |          |            |             |                                                |                  |
| 1.                               | 30 april 2007 | Ostrava  | Gravel     | Lukáš Rosol | Alexandre Krasnoroutsky Aleksandr Koedrjavtsev | 2-6, 7-5, [11-9] |
| 2.                               | 6 juni 2011   | Košice   | Gravel     | Simon Greul | Facundo Bagnis Eduardo Schwank                 | 2-6, 6-3, [11-9] |

## Prestatietabel (Grand Slam) enkelspel
| Legenda | Legenda                          |
| ------- | -------------------------------- |
| g.t.    | geen toernooi gehouden           |
| l.c.    | lagere categorie                 |
| –       | niet deelgenomen                 |
| G       | uitgeschakeld in de groepsfase   |
| 1R      | uitgeschakeld in de eerste ronde |
| 2R      | uitgeschakeld in de tweede ronde |
| 3R      | uitgeschakeld in de derde ronde  |
| 4R      | uitgeschakeld in de vierde ronde |
| KF      | uitgeschakeld in de kwartfinale  |
| HF      | uitgeschakeld in de halve finale |
| F       | de finale verloren               |
| W       | het toernooi gewonnen            |
| w-v     | winst/verlies-balans             |

| Grandslamtoernooien   |      |        |
| Australian Open       | –    | 0-0    |
| Roland Garros         | –    | 0-0    |
| Wimbledon             | 1R   | 0-1    |
| US Open               | –    | 0-0    |
| Winst-verlies         | 0–1  | 0-1    |
| ATP World Tour Finals |      |        |
| ATP World Tour Finals | –    | 0-0    |
| Olympische Spelen     |      |        |
| Olympische Spelen     | g.t. | 0-0    |
| Statistieken          |      |        |
| Totaal aantal titels  | 0    | 0      |
| Totaal winst-verlies  | 0-1  | 1-4    |
| Eindejaarsranking     | 266  | n.v.t. |